# Alesa fournierae
Alesa fournierae är en fjärilsart som beskrevs av Rebillard 1958. Alesa fournierae ingår i släktet Alesa och familjen Riodinidae. Inga underarter finns listade i Catalogue of Life.